# Elapsoidea laticincta
Espèce
Synonymes
- Elapechis laticinctus Werner, 1919

Elapsoidea laticincta est une espèce de serpents de la famille des Elapidae. 

## Répartition
Cette espèce se rencontre au Cameroun, au Congo-Kinshasa, en Centrafrique, au Tchad, au Soudan, au Soudan du Sud, en Éthiopie et en Ouganda.

## Description
L'holotype de Elapsoidea laticincta, une femelle, mesure 237 mm dont 17 mm pour la queue.

## Publication originale
- Werner, 1919 : Wissenschaftliche Ergebnisse der mit Unterstützung der Kaiserlichen Akademie der Wissenschaften in Wien aus der Erbschaft Treitl von F. Werner unternommenen zoologischen Expedition nach dem Anglo-Aegyptischen Sudan (Kordofan) 1914. IV. Bearbeitung der Fische, Amphibien und Reptilien. Denkschriften der Kaiserlichen Akademie der Wissenschaften zu Wien, Mathematisch-Naturwissenschaftliche Classe, vol. 96, p. 437-509 (texte intégral).